# El Royo
El Royo és un municipi de la província de Sòria, a la comunitat autònoma de Castella i Lleó. Està format pels nuclis d'Arroyo de la Truchuela, Barranco de la Truchela, Derroñadas, El Royo, Hinojosa, Hinojosa de la Sierra, Langosto i Vilviestre de los Nabos.